# Famille Bouzidi
Pour les articles homonymes, voir Bouzidi.
 (mars 2017).
- Si vous ne connaissez pas le sujet, laissez ce bandeau (vous pouvez alors contacter les auteurs).
- Si vous supprimez le contenu mis en cause (vous pouvez préalablement contacter les auteurs),

argumentez précisément cette suppression dans la page de discussion
(un manque de référence n'est pas un argument ; une recherche réelle de référence doit avoir été effectuée, être formellement documentée).
Bouzidi (El-) (En arabe :البوزيدي) est un patronyme porté au Maghreb, principalement au Maroc. 
La famille el Bouzidi est réputée d'origine chérifienne idrisside.

## Étymologie
Bouzidi (en arabe : البوزيدي) est un nom de famille maghrébin qu'on trouve aussi bien au Maroc, Algérie et Tunisie. Il est dérivé de Bouzid, un nom arabe désignant le père (bou) de Zid, contraction de Zaid.

## Variantes
On trouve plusieurs variantes : Bouzidi, Bouzid, Bouzaidy, Bouzaidi, Bouzeidy, El-Bouzidi ou Al-Bouzidi ,elbouziadi, Bouzidi Chrifi Al Idrissi, El Bouzidi Idrissi .

## Histoire

### Descendance
Sidi Bouzid[Qui ?] eut quatre garçons : Mohamed, Ahmed, Ali, Abdallah.

#### Descendance de Mohamed
Tous les enfants de Ouled Sidi Mohamed habitent au Maroc, ils sont proches de la ville de Fès où un village porte le nom de Sidi Bouzid.

#### Descendance d'Ahmed
Tous les enfants d'Ahmed se trouvent à l’extrême Est du pays jusqu'en Tunisie, où une wilaya porte le nom de Sidi Bouzid.
Ses enfants et ses petits-enfants ont donné le jour à nombre de savants et de Awliya, tels que : 
- Sidi Mohamed Ben Belkacem El Hamili, connu par son mausolée et sa zawiya à El Hamel à côté de Boussaada en Algérie.
- Sidi Houssein Ben Ahmed El Bouzidi Professeur à Al Azhar en Égypte, décédé en Égypte où se trouve son mausolée.
- Sidi Mohamed Bouzidi El Mostghanemi, Cheikh de la confrérie Chadilia.
- Sidi Brahim Ben Ahmed, Cheikh de la confrérie et fondateur de la zawiya Kadiria en Tunisie.
- Sidi Mohamed Bouzidi El Mogharbi, Cheikh de la confrérie Darkaouiya.

Le grand savant en soufisme Ibn Ajiba El Mogharbi, auteur de nombreux ouvrages tels que l'explication des sentences d'Ataa Allah El Iskandari. L'illustre savant Sidi Mohamed Chadili Ksantini, il était très proche de l'Émir Abdelkader.
Sa descendance donna le jour à de saints hommes tels que : Sidi Said, Sidi Houari, Sidi Belabbes, Sidi Aissa, Sidi Bahiri, Sidi Taleb Mohamed Ben Kharraz et son fils Sidi Aissa et beaucoup d'autres.
Tout comme on peut trouver des Bouazid à travers le monde entier : Maroc, Algérie, Tunisie, France, Espagne, Canada, États-Unis, etc.

#### Descendance d'Abdallah
Les enfants de Abdallah comptent parmi le plus grand nombre des habitants du village où se trouve le mausolée de Sidi Bouzid, certains d'entre eux se trouvent entre El Hamel et Taguine à Mascara, Ouled Sidi Laid à Frend, Ouled Sidi Ben Ahmed à Tenia El Had.

## Liste des personnalités issues de cette famille
- Carole Bouzidi, kayakiste française pratiquant le slalom[2].
- Sidi Bel Abbes Albouzidi, saint patron de la ville algérienne de Sidi Bel Abbès, où une « koubba » (mausolée) rappelle sa mémoire. Il aurait vécu au XVIIIe siècle
- Mohamed Jamal Bouzidi Tiali, homme politique marocain et membre du Parti de l'Istiqlal.
- Meryeme Bouzidi Laraki, militante associative marocaine, fondatrice et présidente de l'association Sourire de Reda[3],[4].
- Cheikh Hadj Dahah Bentaha El Bouzidi, coordinateur de l'ouest du parti FLN et député au parlement algérien en 1990[5].
- Cheikh Mohamed El Bouzidi, saint homme et un chef spirituel au Maroc[6].
- Karim Bouzidi, directeur exécutif de Association internationale de boxe amateur[7] (AIBA).
- Saïd El Bouzidi, entraîneur de l’équipe nationale marocaine de Basketball[8].
- Youcef Bouzidi, entraîneur du club de Football de Chlef[9].
- Mourad Bouzidi, kick-boxer néerlandais-tunisien du poids lourds[10].
- Leila Bouzidi, journaliste algérienne[11].
- Abdelilah Bouzidi Tiali, homme politique marocain, ancien président d'Agdal-Ryad.
- Abdellah Drissi El Bouzidi, homme d'affaires et homme politique marocain, ancien député parlementaire pour la circonscription de Taounate-Tissa.